# Lukáš Souček
Lukáš Souček (* 29. srpna 1990, Československo) je bývalý český florbalový brankář, reprezentant, dlouholetá opora superligového týmu 1. SC Vítkovice a trojnásobný mistr Česka.

## Klubová kariéra
Souček začínal s florbalem v roce 2004 v klubu Sokol Ostrava Poruba. Po čtyřech letech přestoupil do juniorského týmu 1. SC Vítkovice. Po dvou letech při přechodu do mužské kategorie odchytal sezónu 2010/2011 za prvoligový tým Paskov Saurians.
Od sezóny 2011/2012 se vrátil do Vítkovic, za které od té doby hrál v nejvyšší soutěži 11 let. Ve svém prvním ročníku ve Vítkovicích chytal v historickém prvním superfinále, ve kterém Vítkovice prohrály po nájezdech. V další sezóně získal svůj první mistrovský titul, i když ve finále nechytal. Svůj první odchytaný titul získal již v následujícím ročníku 2013/2014, ve které byl v superfinále vyhlášen za Vítkovice hráčem zápasu. Další titul přidal v sezóně 2018/2019.
Po bronzu v ročníku 2023/3024 ukončil kariéru.

### Statistiky
| Sezóna    | Tým                     | Liga                | Z  | POG  | %úsp. | SO |
| --------- | ----------------------- | ------------------- | -- | ---- | ----- | -- |
| 2010/2011 | Paskov Saurians         | 1. liga mužů        | 16 | 2,55 | 87,77 | 1  |
| 2011/2012 | 1 SC WOOW Vítkovice     | Fortuna extraliga   | 9  | 3,71 | 84,24 | 0  |
| 2012/2013 | 1. SC WOOW Vítkovice    | AutoCont extraliga  | 20 | 4,19 | 80,63 | 1  |
| 2013/2014 | 1. SC WOOW Vítkovice    | AutoCont extraliga  | 21 | 3,68 | 79,87 | 1  |
| 2014/2015 | 1. SC Vítkovice Oxdog   | AutoCont extraliga  | 18 | 3,90 | 69,56 | 0  |
| 2015/2016 | 1. SC Vítkovice Oxdog   | Tipsport Superliga  | 17 | 3,90 | 81,00 | 1  |
| 2016/2017 | 1. SC TEMPISH Vítkovice | Tipsport Superliga  | 17 | 3,97 | 81,53 | 0  |
| 2017/2018 | 1. SC TEMPISH Vítkovice | Tipsport Superliga  | 25 | 4,17 | 79,75 | 0  |
| 2018/2019 | 1. SC TEMPISH Vítkovice | Tipsport Superliga  | 25 | 3,82 | 78,27 | 0  |
| 2019/2020 | 1. SC TEMPISH Vítkovice | Tipsport Superliga  | 18 | 4,39 | 78,98 | 0  |
| 2020/2021 | 1. SC TEMPISH Vítkovice | Livesport Superliga | 25 | 4,12 | 81,56 | 0  |
| 2021/2022 | 1. SC TEMPISH Vítkovice | Livesport Superliga | 20 | 4,15 | 76,21 | 0  |
| 2022/2023 | 1. SC TEMPISH Vítkovice | Livesport Superliga | 23 | 4,08 | 72,93 | 0  |
| 2023/2024 | 1. SC TEMPISH Vítkovice | Livesport Superliga | 12 | 4,55 | 77,25 | 0  |

## Reprezentační kariéra
Souček poprvé reprezentoval na Euro Floorball Tour v dubnu 2012. Na Mistrovstvích světa chytal na turnajích v letech 2016 a 2018. Na obou Češi skončili na čtvrtém místě.

### Statistiky
| Umístění | Soutěž                             | Z | POG | %.úsp  | SO |
| -------- | ---------------------------------- | - | --- | ------ | -- |
| 4.       | Mistrovství světa ve florbale 2016 | 6 |     | 79.22% | 0  |
| 4.       | Mistrovství světa ve florbale 2018 | 6 |     | 75.32% | 0  |

## Ocenění
V sezónách 2017/2018 a 2018/2019 byl vyhlášen nejlepším brankářem.